# Ludwig von Köchel
Ludwig Alois Friedrich Ritter von Köchel (n. 14 ianuarie 1800, Krems, Austria Inferioară, Austria – d. 3 iunie 1877, Viena, Austro-Ungaria) a fost un jurist austriac, cunoscut mai ales pentru elaborarea Catalogului Köchel.

## Legături externe
Materiale media legate de Ludwig von Köchel la Wikimedia Commons
- Lucrări de Ludwig von Köchel la Proiectul Gutenberg
- Opere de sau despre Ludwig von Köchel la Internet Archive
- Partituri de Ludwig von Köchel la International Music Score Library Project
- de Ludwig von Köchel în Catalogul Bibliotecii Naționale a Germaniei (Informații despre Ludwig von Köchel • PICA • Căutare pe site-ul Apper)
- Referire în Ludwig von Köchel în: Austria-Forum, rețeaua austriacă de informații – online   (auf AEIOU)
- Intrare despre Ludwig von Köchel în baza de date Gedächtnis des Landes privind istoria statului Austria Inferioară (Muzeul Austriei Inferioare)
- Ludwig Ritter von Köchel Society